# MDC United FC
El MDC United FC (Malawi Development Corporation United Football Club) fue un equipo de fútbol de Malawi que alguna vez jugó en la Super Liga de Malaui, la máxima categoría de fútbol en el país.

## Historia
Fue fundado en el año 1976 en la capital Lilongüe y fueron uno de los equipos fundadores de la Super Liga de Malaui en 1986, en donde obtuvieron el título en la temporada de 1988.
El club se mantuvo en la máxima categoría hasta la temporada 2004 luego de que los directivos del club anunciaran la desaparición del equipo debido a problemas de patrocinio.
A nivel internacional participó en un torneo continental, en la Copa CAF 1993, donde fue eliminado en la primera ronda por el Hellenic FC de Sudáfrica.

## Palmarés
- Super Liga de Malaui: 1

1988

## Participación en competiciones de la CAF
| Temporada | Torneo   | Ronda | Club        | Casa | Visita | Global |
| --------- | -------- | ----- | ----------- | ---- | ------ | ------ |
| 1993      | Copa CAF | 1     | Hellenic FC | 1-1  | 0-6    | 1-7    |

## Jugadores

### Jugadores destacados
- Heston Munthali